# Aerangis punctata
Aerangis punctata é uma espécie de orquídea monopodial epífita, família Orchidaceae, que habita Madagascar e Reunião.